# Helgaia jurbergi
Helgaia jurbergi är en kackerlacksart som beskrevs av Guilherme A.M.Lopes och de Oliveira 200. Helgaia jurbergi ingår i släktet Helgaia och familjen småkackerlackor. Inga underarter finns listade i Catalogue of Life.